# Anglars-Nozac
 Anglars-Nozac  (en occitano Anglars-Nosac) es una comuna y población de Francia, en la región de Mediodía-Pirineos, departamento de Lot, en el distrito y cantón de Gourdon.
Su población en el censo de 1999 era de 260 habitantes.
Está integrada en la Communauté de communes Haute Bourriane .

## Demografía
| 303 | 283 | 222 | 243 | 276 | 260 |
| Para los censos de 1962 a 1999 la población legal corresponde a la población sin duplicidades (Fuente: INSEE [Consultar]) |     |     |     |     |     |